# Bogdan Moroșan
Bogdan Moroșan (* 1991) ist ein rumänischer Naturbahnrodler. Er nimmt seit der Saison 2009/2010 an Weltcuprennen sowie an Welt- und Europameisterschaften teil und wurde bisher dreimal rumänischer Meister.

## Karriere
Bei seinem Weltcupdebüt am 10. Januar 2010 in Umhausen kam Bogdan Moroșan nur als Letzter auf Platz 42. Anschließend nahm er an der Europameisterschaft 2010 in St. Sebastian teil, wo er mit einem Rückstand von knapp zweieinhalb Minuten als Vorletzter der 37 gewerteten Teilnehmer ins Ziel kam. Bei den nächsten Weltcuprennen in Latsch und Latzfons erreichte er die Plätze 36 und 35 und ließ dabei bis zu fünf Rodler hinter sich, darunter jeweils die gesamte britische Mannschaft. Dazwischen lag die Juniorenweltmeisterschaft 2010 in Deutschnofen, wo er unter 31 Startern den 29. Platz belegte. Beim Weltcupfinale in Garmisch-Partenkirchen kam Bogdan Moroșan als Drittletzter auf Platz 28, womit er in der Saison 2009/2010 insgesamt 25 Weltcuppunkte gewann und im Gesamtklassement den 47. Platz erzielte. Im Februar 2010 nahm er auch an zwei Rennen im Interkontinentalcup teil, erreichte aber auch hier nur Platzierungen im Schlussfeld. Bei den ersten Rumänischen Meisterschaften im März 2010 wurde er im Einsitzer in der Juniorenklasse Zweiter hinter Alexandru Vîlcan und in der Gesamtwertung Dritter.
In der Saison 2010/2011 nahm Moroșan wie im Vorjahr an allen Weltcuprennen, mit Ausnahme der beiden Auftaktrennen im russischen Nowouralsk, teil. Mit Platzierungen um Rang 30 konnte er sich zwar nur im Schlussfeld klassieren, doch im Gesamtweltcup verbesserte er sich um 19 Plätze auf Rang 28. Am Ende der Saison startete er zusammen mit Cosmin Codin auch erstmals in einem Doppelsitzer-Weltcuprennen. Das Duo belegte jedoch nur den zehnten und letzten Platz. Bei der Weltmeisterschaft 2011 in Umhausen belegte Moroșan unter 40 gewerteten Rodlern den 34. Platz. Rang 24 unter 29 gewerteten Rodlern erzielte er bei der Junioreneuropameisterschaft 2011 in Laas. Hier startete er zusammen mit Alexandru Vîlcan auch im Doppelsitzer. Das Duo belegte den sechsten und vorletzten Platz. Bei den Rumänischen Meisterschaften 2011 gewann Moroșan zusammen mit Marius Bălan den Doppelsitzerwettbewerb, während er im Einsitzer hinter Adrian Filimon Zweiter wurde. In der Juniorenklasse entschied er den Einsitzerwettbewerb für sich.
In der Saison 2011/2012 nahm Moroșan erneut an vier der sechs Weltcuprennen im Einsitzer teil. Wie im Vorjahr erzielte er Platzierungen um Rang 30, womit er 34. im Gesamtweltcup wurde. Im Doppelsitzer startete Moroșan im ersten Saisonrennen mit Adrian Filimon und im zweiten Saisonrennen mit Cosmin Codin. Im ersten Rennen belegten Moroșan/Filimon den 13. und letzten Platz, im zweiten traten Moroșan/Codin nach dem letzten Platz im ersten Durchgang nicht mehr im zweiten Wertungslauf an. Am Ende der Saison wurde Moroșan erstmals Rumänischer Meister im Einsitzer und mit Marius Bălan zum zweiten Mal Meister im Doppelsitzer.

## Erfolge

### Weltmeisterschaften
- Umhausen 2011: 34. Einsitzer

### Europameisterschaften
- St. Sebastian 2010: 36. Einsitzer

### Juniorenweltmeisterschaften
- Deutschnofen 2010: 29. Einsitzer

### Junioreneuropameisterschaften
- Laas 2011: 24. Einsitzer, 6. Doppelsitzer

### Weltcup
- 7 Platzierungen unter den besten 30 im Einsitzer
- 1 Platzierung unter den besten 10 im Doppelsitzer

### Rumänische Meisterschaften
- Rumänischer Meister im Doppelsitzer 2011 und 2012
- Rumänischer Meister im Einsitzer 2012